# 바우치뉴 아나스타시우
바우치뉴 아나스타시우 (Valtinho Anastacio)는 브라질, 상파울루 출신의 가수, 월드 퍼커셔니스트이다.

## 해외 활동 경력 (1980년대 ~ 현재)
- 엘리스 헤지나  Elis Regina band .
- 맥코이 타이너  McCoy Tyner band .
- 류이치 사카모토 Ryuichi Sakamoto band .
- 토시코 아키요시  Toshiko Akiyoshi band
- 애스트러드 질베르토  Astrud Gilberto band
- 케니 커클랜드  Kenny Kirkland band
- 베베우 지우베르투 Bebel Gilberto band
- 이밖에도 수많은 재즈, 브라질리언  뮤지션들과 음악 활동을 하였다.

## 한국 활동 (2004~현재)
2009년 포니 캐년 코리아에서 솔로 음반《Forest Earth》을 발표한 바우치뉴 아나스타시우는 두 번째 달의 멤버로서 활동하였고 아우끼미스따 ALQUIMISTA (프로듀서 유정연과 함께 결성), 강산에, 윤도현, 배장은, 송영훈, 양파, 신예원, 정선, 윤상, 푸딩, 한대수, 김C 등 많은 대한민국의 뮤지션과 활동하였다.

## Forest Earth의 수록곡
1. Alexia
2. Eastern Lady
3. Fragile
4. Gaia
5. Get The Vibe
6. Minha Alma
7. Ponta De Areia
8. Mae Ivanuza
9. Time Wonderer
10. Ethan
11. Shibata's Landscape
12. Pensamento
13. Terra , Mar